# グザビエ・マリス
グザビエ・マリス（Xavier Malisse, 1980年7月19日 - ）は、ベルギー・コルトレイク出身の男子プロテニス選手。同僚のオリビエ・ロクスとペアを組み、2004年全仏オープン男子ダブルス部門で優勝した。シングルスでも2002年ウィンブルドン選手権でベスト4に入り、ベルギー人の男子テニス選手として最高成績を出した選手である。自己最高ランキングはシングルス19位、ダブルス25位。ATPツアーでシングルス3勝、ダブルス9勝を挙げた。身長185cm、体重77kg。右利き、バックハンド・ストロークは両手打ち。“Xavier”という名前からついた“X-Man”（エックスマン）というニックネームがある。

## 来歴
マリスはサッカーでも才能のある少年だったが、13歳の時からテニスに専念するようになった。1998年にプロ入りし、その年から男子テニス国別対抗戦・デビスカップのベルギー代表選手となる。彼が世界的な知名度を獲得した2002年ウィンブルドン選手権では、3回戦でエフゲニー・カフェルニコフ、4回戦でグレグ・ルーゼドスキー、準々決勝で1996年の優勝者リカルト・クライチェクといった実力者たちを連破し、準決勝でウィンブルドン初出場だったアルゼンチンの20歳、ダビド・ナルバンディアンとの対戦が決まった。2人とも初めての大舞台だったが、マリスはナルバンディアンに6-7, 4-6, 6-1, 6-2, 2-6のフルセットで敗れ、決勝進出はならなかった。これは1997年全仏オープンでベスト4に入ったフィリップ・デヴルフと並び、ベルギーの男子テニス選手が4大大会で出した史上最高成績である。

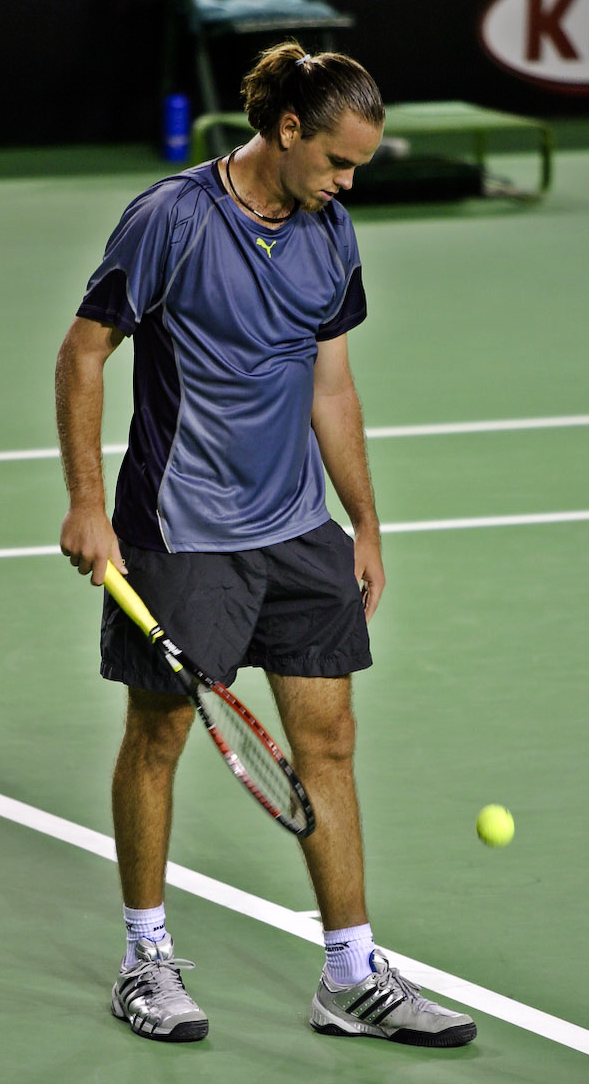
2005年全豪オープンにて

2004年全仏オープン男子ダブルスで、マリスはオリビエ・ロクスとペアを組み、4大大会男子ダブルスで初優勝を飾った。その勝ち上がりの過程で、2人は3回戦でトッド・ウッドブリッジ/ヨナス・ビョルクマン組、準決勝でマヘシュ・ブパシ/マックス・ミルヌイ組などの強豪ペアを連破し、決勝では地元フランスのファブリス・サントロ/ミカエル・ロドラ組を7-5, 7-5で破った。同年のアテネ五輪にも、マリスはベルギー代表選手として初出場したが、シングルス・ダブルスとも1回戦で敗れ、ロクスとのダブルスでも1回戦でロドラ/サントロ組に敗れた。
2005年2月、デルレイビーチ国際テニス選手権で、マリスは決勝でイジー・ノバクを破り、宿願のATPツアー大会シングルス初優勝を挙げた。それまで、マリスはプロ転向した1998年以来6度の準優勝の壁にぶつかり、前年の2004年も2つの準優勝で止まっていた。2007年度に入り、マリスはチェンナイ・オープンとデルレイビーチ国際テニス選手権で単複優勝を果たした。
2011年チェンナイ・オープンで5年ぶりにシングルスの決勝に進出したが、スタン・ワウリンカに5–7, 6–4, 1–6で敗れツアー4勝目を逃した。ダブルスではインディアンウェルズ・マスターズとファーマーズ・クラシックで2勝を挙げた。
マリスは2013年10月、地元ベルギーでのチャレンジャー大会の1回戦でセルジー・スタホフスキーに敗れた試合を最後に33歳で現役を引退した。
2021年10月、ヨーロピアン・オープンのダブルスにワイルドカードで出場。

## ATPツアー決勝進出結果

### シングルス: 12回 (3勝9敗)
| 大会カテゴリ                            |
| グランドスラム (0–0)                    |
| ATPワールドツアー・ファイナルズ (0–0)   |
| ATPワールドツアー・マスターズ1000 (0–0) |
| ATPワールドツアー500 (0–1)              |
| ATPワールドツアー250 (3–8)              |

| サーフェス別タイトル |
| ハード (3–4)         |
| クレー (0–4)         |
| 芝 (0–0)             |
| カーペット (0–1)     |

| 結果   | No. | 決勝日         | 大会               | サーフェス        | 対戦相手                     | スコア        |
| ------ | --- | -------------- | ------------------ | ----------------- | ---------------------------- | ------------- |
| 準優勝 | 1.  | 1998年11月2日  | メキシコシティ     | クレー            | イジー・ノバク               | 3–6, 3–6      |
| 準優勝 | 2.  | 1999年5月10日  | デルレイビーチ     | クレー            | レイトン・ヒューイット       | 4–6, 7–6, 1–6 |
| 準優勝 | 3.  | 2001年3月12日  | デルレイビーチ     | ハード            | ジャン＝マイケル・ギャンビル | 5–7, 4–6      |
| 準優勝 | 4.  | 2001年4月30日  | アトランタ         | クレー            | アンディ・ロディック         | 2–6, 4–6      |
| 準優勝 | 5.  | 2004年5月24日  | ザンクト・ペルテン | クレー            | フィリッポ・ボランドリ       | 1–6, 4–6      |
| 準優勝 | 6.  | 2004年10月11日 | リヨン             | カーペット (室内) | ロビン・セーデリング         | 2–6, 6–3, 4–6 |
| 優勝   | 1.  | 2005年2月7日   | デルレイビーチ     | ハード            | イジー・ノバク               | 7–6, 6–2      |
| 準優勝 | 7.  | 2006年1月9日   | アデレード         | ハード            | フローラン・セラ             | 3–6, 4–6      |
| 準優勝 | 8.  | 2006年2月6日   | デルレイビーチ     | ハード            | トミー・ハース               | 3–6, 6–3, 6–7 |
| 優勝   | 2.  | 2007年1月1日   | チェンナイ         | ハード            | シュテファン・コウベック     | 6–1, 6–3      |
| 優勝   | 3.  | 2007年1月28日  | デルレイビーチ     | ハード            | ジェームズ・ブレーク         | 5–7, 6–4, 6–4 |
| 準優勝 | 9.  | 2011年1月11日  | チェンナイ         | ハード            | スタニスラス・ワウリンカ     | 5–7, 6–4, 1–6 |

### ダブルス: 13回 (9勝4敗)
| 結果   | No. | 決勝日        | 大会                 | サーフェス    | パートナー                   | 対戦相手                                            | スコア              |
| ------ | --- | ------------- | -------------------- | ------------- | ---------------------------- | --------------------------------------------------- | ------------------- |
| 優勝   | 1.  | 2004年6月6日  | 全仏オープン         | クレー        | オリビエ・ロクス             | ミカエル・ロドラ ファブリス・サントロ               | 7–5, 7–5            |
| 優勝   | 2.  | 2005年1月9日  | アデレード           | ハード        | オリビエ・ロクス             | シーモン・アスペリン トッド・ペリー                 | 7–6, 6–4            |
| 優勝   | 3.  | 2007年1月8日  | チェンナイ           | ハード        | ディック・ノーマン           | ラファエル・ナダル バルトロミ・サルバ・ビダル       | 7–6, 7–6            |
| 優勝   | 4.  | 2007年1月28日 | デルレイビーチ       | ハード        | ヒューゴ・アーマンド         | ジェームス・オークランド ステファン・フース         | 6–3, 6–7, [10–5]    |
| 準優勝 | 1.  | 2008年1月13日 | オークランド         | ハード        | ユルゲン・メルツァー         | ルイス・オルナ フアン・モナコ                       | 4-6, 6-3, [7-10]    |
| 準優勝 | 2.  | 2011年2月13日 | サンノゼ             | ハード (室内) | アレハンドロ・ファジャ       | スコット・リプスキー ラジーブ・ラム                 | 4–6, 6–4, [8–10]    |
| 優勝   | 5.  | 2011年3月18日 | インディアンウェルズ | ハード        | アレクサンドル・ドルゴポロフ | ロジャー・フェデラー スタニスラス・ワウリンカ       | 6–4, 6–7(5), [10–7] |
| 優勝   | 6.  | 2011年7月31日 | ロサンゼルス         | ハード        | マーク・ノールズ             | ソムデブ・デブバルマン トレト・ユーイ               | 7–6(3), 7–6(10)     |
| 優勝   | 7.  | 2012年2月19日 | サンノゼ             | ハード (室内) | マーク・ノールズ             | ケビン・アンダーソン フランク・モーザー             | 6–4, 1–6, [10–5]    |
| 準優勝 | 3.  | 2012年5月6日  | ミュンヘン           | クレー        | ディック・ノーマン           | フランティセク・チェルマク フィリップ・ポラーシェク | 4–6, 5–7            |
| 準優勝 | 4.  | 2012年7月22日 | アトランタ           | ハード        | マイケル・ラッセル           | マシュー・エブデン マイケル・ラッセル               | 3–6, 6-3, [6–10]    |
| 優勝   | 8.  | 2012年7月29日 | ロサンゼルス         | ハード        | ルーベン・ベーメルマンス     | ジェイミー・デルガド ケン・スクプスキ               | 7–6(5), 4–6, [10–7] |
| 優勝   | 9.  | 2013年2月17日 | サンノゼ             | ハード (室内) | フランク・モーザー           | レイトン・ヒューイット マリンコ・マトセビッチ       | 6–0, 6–7(5), [10–4] |

## シングルス成績
略語の説明
| W | F | SF | QF | #R | RR | Q# | LQ | A | Z# | PO | G | S | B | NMS | P | NH |

W=優勝, F=準優勝, SF=ベスト4, QF=ベスト8, #R=#回戦敗退, RR=ラウンドロビン敗退, Q#=予選#回戦敗退, LQ=予選敗退, A=大会不参加, Z#=デビスカップ/BJKカップ地域ゾーン, PO=デビスカップ/BJKカッププレーオフ, G=オリンピック金メダル, S=オリンピック銀メダル, B=オリンピック銅メダル, NMS=マスターズシリーズから降格, P=開催延期, NH=開催なし.

### グランドスラム
| 大会           | 1999 | 2000 | 2001 | 2002 | 2003 | 2004 | 2005 | 2006 | 2007 | 2008 | 2009 | 2010 | 2011 | 2012 | 2013 | 通算成績 |
| -------------- | ---- | ---- | ---- | ---- | ---- | ---- | ---- | ---- | ---- | ---- | ---- | ---- | ---- | ---- | ---- | -------- |
| 全豪オープン   | A    | A    | A    | 2R   | 3R   | 1R   | 1R   | 2R   | 1R   | 1R   | 2R   | 1R   | 3R   | 1R   | 2R   | 8–12     |
| 全仏オープン   | 1R   | A    | 3R   | 4R   | 3R   | 4R   | 2R   | 1R   | A    | A    | A    | 2R   | 2R   | 1R   | 1R   | 13–11    |
| ウィンブルドン | 1R   | A    | 2R   | SF   | 1R   | 4R   | 2R   | 2R   | A    | 2R   | 1R   | 3R   | 4R   | 4R   | 1R   | 20–13    |
| 全米オープン   | 3R   | 2R   | 4R   | 3R   | 4R   | 1R   | 4R   | 3R   | 2R   | Q1   | Q1   | 1R   | 1R   | 1R   | 1R   | 17–13    |